# Художній музей "Пулинські барви"
Художній музей "Пулинські барви" —  художній музей у смт Пулини (Житомирський район). Розташований на території міського парку у приміщенні Центру культури та дозвілля.  

## Історія створення

### Історія
Історія створення музею розпочинається у 2003 році, відколи у Пулинах було засновано гурт митців "Пулинське земляцтво", до якого увійшли відомі в Україні художники, скульптори, архітектори. Їхні твори лягли в основу фонду картинної галереї.
У січні 2004 року виставкою видатного українського художника Валентина Войтенка розпочалося формування картинної галереї на теренах Пулинщини. Районна влада надала у користування 2 кімнати на 2 поверсі Центру культури та дозвілля, де митці мають змогу демонструвати власне творче надбання. 
До створення музею долучилося і керівництво Національної спілки художників України.

## Див.також
Пулини
Пулинська територіальна громада